# Scandal în industria tutunului
Scandal în industria tutunului sau Intrusul (în engleză The Insider) este un film dramatic american din 1999 regizat de Michael Mann pornind de la un scenariu de Eric Roth bazat pe articolul lui Marie Brenner⁠(d) „Omul care știa prea multe” publicat în Vanity Fair în 1996. Filmul îi are în rolurile principale pe Al Pacino și Russell Crowe, iar  Christopher Plummer, Bruce McGill⁠(d), Diane Venora⁠(d) și Michael Gambon sunt în roluri secundare.
Filmul se bazează pe reportajul realizat de emisiunea 60 Minutes⁠(d) despre Jeffrey Wigand⁠(d), un avertizor de integritate din industria tutunului⁠(d), și prezintă atât relația dintre acesta și producătorul CBS Lowell Bergman⁠(d), cât și dificultățile pe care cei doi le întâmpină în încercarea de a depune mărturie împotriva fostului angajator al lui Wigand.
Deși nu a avut succes la capitolul box-office, Scandal în industria tutunului a fost lăudat pentru interpretarea lui Crowe și regia lui Mann. A fost nominalizat la șapte premii Oscar, inclusiv cel mai bun film și cel mai bun actor (pentru Russell Crowe).

## Distribuție
- Al Pacino - Lowell Bergman⁠(d)
- Russell Crowe - Dr. Jeffrey Wigand⁠(d)
- Christopher Plummer - Mike Wallace⁠(d)
- Diane Venora⁠(d) - Liane Wigand
- Philip Baker Hall - Don Hewitt
- Lindsay Crouse⁠(d) - Sharon Tiller
- Debi Mazar⁠(d) - Debbie De Luca
- Renee Olstead⁠(d) - Deborah Wigand
- Hallie Kate Eisenberg⁠(d) - Barbara Wigand
- Stephen Tobolowsky - Eric Kluster
- Colm Feore - Richard Scruggs⁠(d)
- Bruce McGill⁠(d) - Ron Motley⁠(d)
- Gina Gershon⁠(d) - Helen Caperelli
- Michael Gambon - B&W CEO Thomas Sandefur
- Rip Torn - John Scanlon
- Cliff Curtis - Sheikh Fadlallah
- Gary Sandy⁠(d) - avocatul lui Sandefur
- Roger Bart⁠(d)  - managerul hotelului Seelbach
- Jack Palladino⁠(d) - el însuși
- Mike Moore⁠(d) - el însuși